# Predmet Van Gend en Loos
Presuda Europskog suda u predmetu 26/62, Van Gend en Loos, [1963] ECR 1 (predmet poznatiji kao Van Gend en Loos), odnosno predmetu NV Algemene Transporten Expeditie Onderneming van Gend en Loos protiv Nederlandse Administratie der Belastingen, jedna je od važnih sudskih odluka koja je značajno utjecala na razvoj europskog prava. Naime, donošenjem odluke u ovom predmetnu, Europski sud počeo je razlikovati pravni sustav Europske zajednice od pravnog sustava međunarodnog prava. Tu je sudsku odluku moguće čitati u više različitih konteksta. Kao prvo, njome je Europski sud definirao pravni poredak Europske zajednice kao novi pravni poredak koji je različit od međunarodnog prava, ali i od prava država članica. Drugo, u istom je predmetu Europski sud odredio kriterije za izravni učinak prava Europske zajednice u nacionalnom pravnom poretku. 

## Činjenice slučaja
Poduzeće Van Gend en Loos uvezlo je određenu količinu urea formaldehida (UFD) iz Njemačke u Nizozemsku. Pri uvozu je naplaćena carina u iznosu od 8% vrijednosti robe. Odluka se temeljila na nizozemskoj carinskoj tarifi koja je stupila na snagu 1960. (nakon stupanja na snagu Ugovora o EEZ). Kao posljedica primjene nove carinske tarife, carina je povećana s 3% na 8%. Do povećanja je došlo, ne zbog povećanja carinskih stopa, već zbog prebacivanja UFD iz jednog carinskog razreda u drugi. Na taj način nije povećana carinska stopa na uvoz UFD, već je UFD prebačen u drugi carinski razred u kojemu se primjenjuje viša carinska stopa. Van Gend en Loos pokrenuo postupak pred nizozemskim carinskim sudom (Tariefcommissie) tražeći poništenje odluke carinske uprave pri čemu se pozivao na tadašnji čl. 12. Ugovora o EEZ. Navedeni članak propisivao je sljedeće:
Carinski sud je pokrenuo prethodni postupak pred Europskim sudom temeljem tadašnjeg članka 177. Ugovora o EEZ. Pri tome je od Europskog suda zatražio interpretaciju Čl. 12 Ugovora o EEZ i postavio mu sljedeća pitanja:

## Vanjske poveznice
- (en) Predmet 26/62, Van Gend en Loos, [1963] ECR 1